# Д’Арко, Карло
Карло д’Арко (итал. Carlo d’Arco; 8 сентября 1799, Мантуя — 26 января 1872, там же) — итальянский искусствовед, историк, живописец.

## Биография
Аристократического происхождения. Представитель мантуанской линии баварского графского рода Арко. Отец граф Франческо д’Арко был писателем, а мать — графиня Амалия Санвитали из Пармы. Его семья переехала в Милан в 1816 году.
Сначала посвятил себя занятию живописью, позже перешел к изучению истории искусства. В 1824 году переехал в Рим, где продолжил обучение. К этому периоду относятся его первые исторические картины. Позже создавал полотна, иллюстрации и рисунки.
Первым сочинением в области истории искусства стала обширная, основанная на документальных данных, биография Джулио Романо (1838).
Более заметное его сочинение «Delle arti e degli artifici di Mantova» (2 т., 1857—59), в котором автор рассматривает историю развития художественной жизни в Мантуе в средние века в связи с политическим положением города. Кроме работ по истории искусства, он написал историко-политическое сочинение «Della economia politica del municipio di Mantova à tempi in cui si reggeva a republica» (1812, 2-е изд. 1846) и «Studi intorno al municipio di Mantova» (3 т., 1871—72). Кроме того, издал целый ряд актов, как дополнение к истории Мантуи («Chronicon Mantuanum 1095—1299 etc.»).
В 1840 году стал членом Туринской академии наук.
Умер 26 января 1872 г. в звании подесты г. Мантуи.